# Змійка (печера)
Змійка, Талдинська-3 (рос. Змейка, Талдынская-3) — печера на Алтаї, Алтайський край, Росія.  Загальна протяжність — 60 м. Глибина печери — N/A м, амплітуда висот — 5 м; загальна площа — 90 м²; об'єм — 100 м³.  Печера належить до Західноалтайської області Алтайської провінції Алтай-Саянської спелеологічної країни. Кадастровий номер 5146/8543-3.